# Федерико Командино
Федерико Командино (на италиански: Federico Commandino, Federigo; на латински: Federicus Commandinus; * 1506 в Урбино; † 5 септември 1575 в Урбино) е италиански хуманист, лекар и математик. 
Командино е от благородническа фамилия в Урбино. Дядо му е секретар на херцога на Урбино, а баща му Батиста планира крепостните съоръжения на Урбино. Той учи гръцки, латински, математика във Фано. През 1533 г. става частен секретар на папа Климент VII, който обаче умира същата година. Той посещава университетите в Падуа (1534 до 1544) и Ферара, където става доктор по медицина.. Освен медицина той следва също философия. След следването си той става частен учител и лекар на херцогската фамилия в Урбино. Там се запознава с бъдещата си съпруга и има две дъщери и един син. Съпругата му умира скоро. При херцога на Урбино се запознава с кардинал Фарнезе, с когото отива през началото на 1550-те години в Рим. Той се сприятелява с кардинал Червини, който през 1555 г. става папа Марцел II, но малко след това умира. Командино се връща след това в Урбино, където е на служба при херцога и на кардинал Фарнезе. Когато кардинал Фарнезе става епископ на Болоня, той го последва там и след смъртта му се връща през 1565 г. в Урбино. Херцогът на Урбино му дава пенсия.
Командино е известен със своите издания и преводи от гръцки на латински на математически произведения от гръцката античност.